# Svatba jako řemen
Svatba jako řemen (littéralement en français Un mariage comme une ceinture) est une comédie tchèque réalisée par Jiří Krejčík et sortie en 1967.

## Synopsis
Un homme se prépare pour son mariage mais il veut profiter une dernière fois de sa liberté. Il va trop loin et est impliqué dans un prétendu viol. Deux policiers maladroits sont chargés de l'enquête. Le marié est arrêté et ne parvient pas à arriver à temps à son mariage, provoquant l'angoisse de sa femme et de sa famille.

## Distribution
- Iva Janžurová : Hanička, une vendeuse
- Vladimír Pucholt : sergent-major VB Stoklasa
- Jan Vostrčil : le sous-enseigne et chef de VB
- František Filipovský : père de la mariée
- Stella Zázvorková : mère de la mariée
- Jiří Hrzán (cs) : Venda, le marié
- Jiří Hálek : un homme marié
- Alena Walterová : Blaženka, la mariée
- Pavel Landovský : le chauffeur Lojza
- Jan Schánilec : Peckář
- Jan Libíček : uns secrétaire
- Ilja Prachař : major, oncle de Venda
- Anna Kratochvílová : tante Rose
- Ivana Karbanová : Máňa, la fille de tante Rose

## Réceptions
Depuis sa première en juin 1967 jusqu'au 1er septembre 1974, date à laquelle il est retiré de la distribution, le film est vu dans les cinémas tchèques lors de 7 401 projections pour un total de 1 111 460 spectateurs. En décembre 1989, le film est ressorti dans les cinémas d'où il avait été retiré le 1er novembre 1993. Avec cette réédition, un total de 1 280 320 spectateurs ont vu le film dans les cinémas tchèques en 11 123 projections. 

## Fiche technique
- Réalisation : Jiří Krejčík
- Idée originale : Václav Fürst (cs) (tirée de Svatebčan, un cas réel publié dans la revue Kriminalistický sborník en octobre 1961)
- Thème original du film : Zdeněk Mahler
- Scénario : Zdeněk Mahler, Jiří Krejčík (y compris technique), Pavel Juráček (dialogues)
- Dramaturge : Václav Šašek (cs)
- Caméra : Josef Střecha
- Directeur de production : František Milič
- Musique : Zdenek Liska
- Enregistré par : Film Symphony Orchestra (dirigé par Štěpán Koníček (cs)), Karel Duba Orchestra
- Architecte : Oldřich Okáč
- Son : Dobroslav Sramek
- Rédacteur en chef : Josef Dobřichovský
- Maquilleur artistique : Ladislav Bacílek
- Assistante à la réalisation : Věra Ženíšková
- Chef d'expédition : Miroslav Dvořák
- Autres collaborateurs : Zeno Dostál (cs) (assistant réalisateur), Ivan Wurm (deuxième caméraman), Karel Hyka (directeur de production adjoint), Václav Havlík (directeur de production adjoint), Milena Voborská (scénario), Vlastimil Hasala (costumes), Růžena Bulíčková (costumes), Jiřina Davidová (masques), Helena Lehovcová (assistante de montage), Miroslava Švestková (caméraman), Jaroslav Trousil (photojournaliste)

## Critiques
Dans le cadre de la nouvelle première du film en décembre 1989, le magazine de cinéma Záběr a contacté six critiques de cinéma de divers périodiques tchèques et slovaques et a publié leur évaluation du film avec le résultat suivant :
| Nom                | Périodique       | Notation      |
| ------------------ | ---------------- | ------------- |
| Michal Bartůšek    | Mladý svět (cs)  | 4/5 étoiles   |
| Stanislav Bensch   | Záběr            | 4/5 étoiles   |
| Emília Kincelová   | Práca            | 4/5 étoiles   |
| Pavel Melounek     | Scéna            | 4/5 étoiles   |
| Věra Míšková       | Rudé právo       | 3,5/5 étoiles |
| Eva Zaoralová (cs) | Film a doba (cs) | 4,5/5 étoiles |